# Обольяновская волость
Обольяновская волость — волость в составе Дмитровского уезда Московской губернии. Существовала в 1917—1929 годах. Центром волости было село Обольяново.

## История
Обольяновская волость была образована в составе Дмитровского уезда в 1917 году. В её состав вошли селения:
- из Гульневской волости: Гульнево, Ивлево, Каменка, Левково, Медведково, Нефедиха, Пахоткино, Подгорное, Поповка, Путятино, Свистуха, Селиваново, Сокольники, Старо и Удино;
- из Ольговской волости: Алабуха, Андрейково, Арбузово, Бортниково, Бутово, Гончарово, Дедлово, Доронино, Жуково, Киндяково, Клусово, Коквино, Космынка, Костино, Кульпино, Ларионово, Матвейково, Муханки, Мышенки, Новокарцево, Обольяново, Овчино, Ольгово, Пешково, Попадьино, Поповка, Сафоново, Селявино, Семенково, Стигарёво, Фёдоровка, Филимоново, Харламово, Храброво, Щелково, Языково и Ярцево.

По данным 1918 года в Обольяновской волости было 11 сельсоветов: Гульневский, Каменский, Клусовский, Кульпинский, Левковский, Обольяновский, Ольговский, Сафоновский, Селивановский, Храбровский и Языковский.
В 1921 году Гульневский с/с был присоединён к Каменскому, а Селивановский — к Храбровскому. Тогда же был создан Шиховский с/с.
В 1926 году из части Ольговского с/с были образованы Ново-Карцевский и Попадьинский с/с, из части Храбровского — Путятинский, из части Каменского — Удинский.
В ходе реформы административно-территориального деления СССР в 1929 году Обольяновская волость была упразднена.